# 364P/PANSTARRS
364P/PANSTARRS è una cometa periodica appartenente alla famiglia delle comete gioviane. È stata scoperta il 13 febbraio 2013 e ritenuta un asteroide, in seguito sono stata scoperte immagini risalenti al 1 febbraio 2013, ma solo all'inizio del giugno 2013 ci si è accorti che in effetti era una cometa.

## Caratteristiche orbitali
La cometa ha l'insolita caratteristica di avere delle MOID molto piccole con ben quattro pianeti con conseguenti passaggi ravvicinati con essi: il 9 ottobre 1941 la cometa è passata a 0,517 U.A. da Giove, il 21 ottobre 2003 a 0,107 U.A. da Venere, il 17 agosto 2131 passerà a 0,062 U.A. da Marte e il  22 agosto 2165 passerà a 0,084 U.A. dalla Terra (tale valore è inferiore alla MOID attuale tra la cometa e la Terra).